# 56輪の花
56輪の花（56りんのはな、中: 五十六朵花）は2015年に結成された中国の女性アイドルグループ。しばしば「中国版AKB48」と言わるが、政治的プロパガンダ色の強いのが特徴である。
メンバーは、歌唱・舞踊・古筝や月琴などの伝統楽器演奏に秀でた16〜23歳の女性56人（大半は10代）が、漢族、壮族、回族、朝鮮族、モンゴル族など中国各地の諸民族から選ばれた。ユニット名の“56”も中国で認定されている民族の数にちなみ、漢族と55の少数民族の連帯を象徴する、というのがグループのコンセプトである。2015年6月末に北京で行なわれたデビュー公演では、全員が白のポロシャツ、黒のミニスカート、スポーティな髪型で清楚さをアピールし、AKB48（日本）や少女時代（韓国）を意識しているのが窺われたが、プロデューサーの陳光は「日本や韓国は見た目、セクシーさ、“萌え”などで消費者に媚びている。我々は大国・中国の勢い、エネルギーを歌や踊りで伝え、民族の情感を前面に出していく」とグループの独自性を強調し、微博では「最大の熱情で共産党や祖国、人民を歌い、青少年の文化的価値観にプラスの効果をもたらす」と紹介された。「（歌手グループとして）世界でメンバーが最も多い」も謳い文句であり、海外進出も視野に入れている。
グループ結成の経緯は明らかにされていない。表向きは北京の民間投資会社 Jingdian Rongshang Group が支援するプロジェクトということになっており、プロデューサーも「商業的な夢にあふれた」「民間企業によるアイドル」と説明している。（実際その2ヶ月前には、SNH48（上海）の好評を受け、その姉妹グループBEJ48（北京）とGNZ48（広州市）の結成が発表され話題になっていた。）しかし前述のデビュー公演はCCTV（中央テレビ）の会場で行われ、ステージの背景には中国国旗「五星紅旗」や毛沢東元共産党主席の映像が映し出され、習近平党総書記のスローガン「中国の夢」にならった愛国主義的ナンバー「中国の夢は最も美しい」が歌われるなど、「56輪の花」は大っぴらに「官製アイドル」と言われている。こうしたプロパガンダ的な娯楽興行は中国ではありふれたものだが、「56輪の花」に対する世間の反応はおおむね冷ややかで、日韓のアイドルグループで目の肥えたソーシャルメディアでは「振り付けが陳腐」「歌詞がありきたり」「北朝鮮のマスゲームと気持ちが悪いほど似ている」など批判が相次いだ。
2016年5月2日夜、人民大会堂で開催するコンサートで、同グループは30曲以上の愛国主義の歌を歌ったが、そのうち一部は文化大革命時代を思わせる曲であるため、政治的に正しくないという批判を受けた。